# بایراگیا
بایراگیا (به لاتین: Bairagia) یک منطقهٔ مسکونی در بنگلادش است که در ناحیه بهولا واقع شده‌است.